# Біоозеро
Біоозеро (кит.: 光谷生物城, англ. Biolake) або Вуханська Національна Біопромислова База — промислова база заснована в 2008 році в Долині Оптики в Китаї. Знаходиться в Новій зоні розвитку технологій Східного Озера в місті Ухань, Китай. Біоозеро займає за площею 15 квадратних кілометрів, і має шість парків, серед яких: Біоінноваційний Парк, Біофарма Парк, Парк сільського господарства, Парк Біовиробництва, Парк медичних пристроїв і Парк Медицини та охорони здоров'я, та має інфраструктуру для забезпечення дослідницької діяльності та проживання співробітників.